# Флексиг, Пауль Эмиль
Па́уль Эми́ль Фле́ксиг (нем. Paul Emil Flechsig; 29 июня 1847, Цвиккау, Германский союз — 22 июля 1929, Лейпциг, Саксония) — немецкий военврач, анатом, невролог, психиатр и педагог; доктор медицины; профессор и ректор Лейпцигского университета (1894/95 уч. год); член «Леопольдины» (ныне Национальная Академия наук Германии); его называют одним из «отцов нейроанатомии».

## Биография
Пауль Флексиг родился 29 июня 1847 года в саксонском городе Цвиккау в семье дьякона местной церкви Святой Марии Эмиля Флексига, который в студенческие годы жил в одной квартире с немецким композитором Робертом Шуманом. 
С 1865 по 1870 год он учился на медицинском факультете Лейпцигского университета, где его преподавателями были Эрнст Генрих Вебер, Эдуард Фридрих Вебер и Карл Фридрих Вильгельм Людвиг. За это время он стал членом Сборной команды Старого Лейпцига «Афрания», с которой оставался связан до конца своей жизни. В альма-матер он также защитил и докторскую степень, защитив в 1870 году диссертацию касающуюся инфекционных заболеваний.
После начала Франко-прусской войны 1870—1871 гг. доктор Флексиг служил в качестве военного врача.

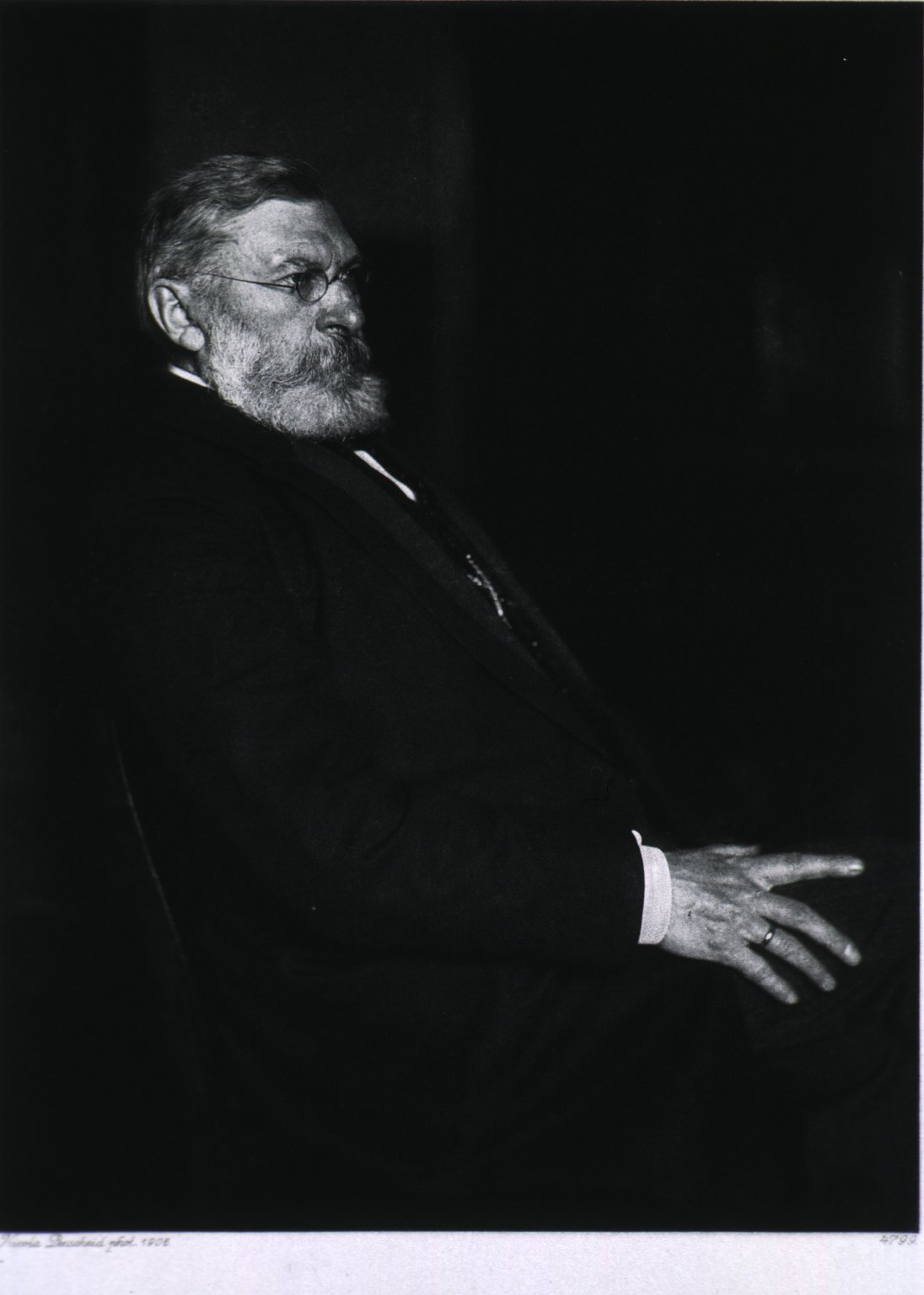
Пауль Флексиг (1906)

В 1872 году П. Э. Флексиг был ассистентом Эрнста Леберехта Вагнера в Институте патологии Лейпцигского университета.
В 1873 году Карл Людвиг поручил ему заведовать гистологическим отделом Физиологического института. В 1875 году Пауль Эмиль Флексиг получил там докторантуру, защитив диссертацию о путях в головном и спинном мозге человека. 
В 1876 году в Лейпциге увидел свет его капитальный труд «Die Leitungsbahnen im Gehirn und Rückenmark des Menschen auf Grund entwickelungsgeschichtlicher Untersuchungen» касающийся тончайшей анатомии головного и спинного мозга, который стал исходной точкой многочисленных открытий в этой области медицины. 
В 1877 году Пауль Эмиль Флексиг стал доцентом вновь основанной кафедры психиатрии. 
4 марта 1882 года он прочитал свою вступительную лекцию в Лейпцигском университете на тему физической основы психических расстройств. Флексиг раскритиковал термин «психическое заболевание»; он хотел заменить его на «более правильное определение» (букв. «нервная болезнь»).

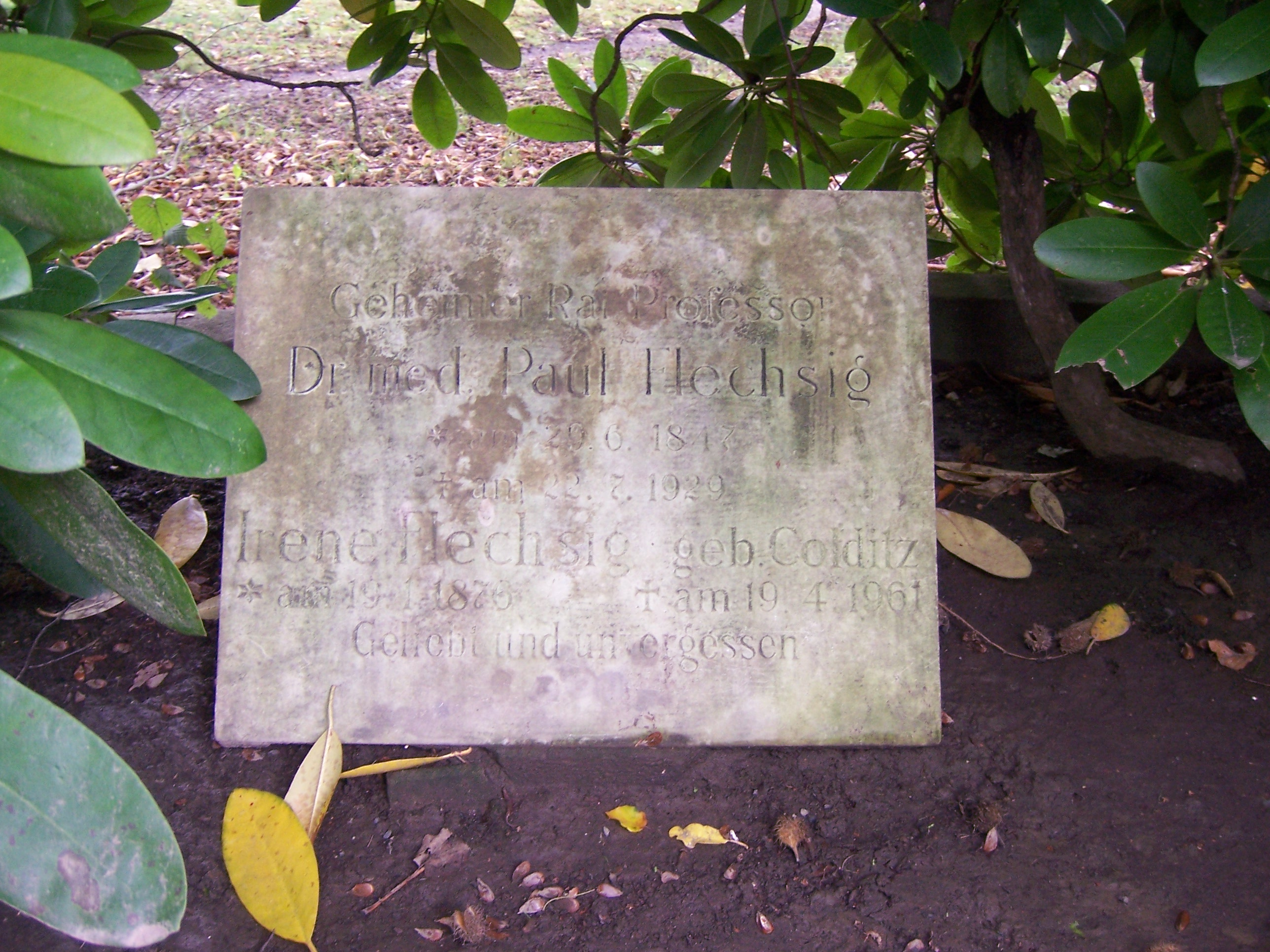
Могила Флексига и его жены Ирен (1876—1961)

С 1884 по 1921 год он был профессором психиатрии Лейпцигского университета, и ему было поручено построить новую психиатрическую больницу. В 1894—1895 учебном году он руководил университетом в должности ректора. В ректорском выступлении «Мозг и душа» доктор Флексиг впервые на основе нейроанатомического анализа изложил свои мысли о локализации высших функций мозга.
В 1926 году Пауль Флексиг был избран в члены немецкого общества естествоиспытателей «Леопольдина». С 1885 года он стал действительным членом Саксонской академии наук. Кроме того он был почётным доктором Оксфордского университета.
Пауль Эмиль Флексиг умер 22 июля 1929 года в Лейпциге и был похоронен на Южном кладбище этого города.